# Провинција Шимоцуке
Шимоцуке (јап. 下野国) је једна од 66 историјских провинција Јапана, која је постојала од почетка 8. века (закон Таихо из 703. године) до Мејџи реформи у другој половини 19. века. Шимоцуке се налазио у источном делу острва Хоншу, без излаза на море.
Царским декретом од 29. августа 1871. све постојеће провинције замењене су префектурама. Територија Шимоцукеа одговара данашњој префектури Точиги.

## Географија
Шимоцуке се на северу граничио са провинцијом Ошу, на југу са провинцијама Мусаши и Шимоса, на западу са провинцијом Козуке, а на истоку са провинцијом Хитачи.